# Офанзива НОВЈ у Лици пролећа 1943.
Током марта, априла и маја 1943. Шеста личка и Осма кордунашка дивизија НОВЈ, уз садејство Шесте и 14. приморско-горанске бригаде, извеле су офанзивну операцију у Лици против снага и гарнизона НДХ, италијанских и четничких снага. Током ове операције ослобођена је цела Лика изузев Госпића. Напад на Госпић изведен је од 30. априла до 3. маја 1943, међутим, усташко-домобранска посада успела је да одбије нападе. Након тога Госпић је држан у блокади до краја маја.
Приликом ове операције нанети су тешки губици и задат је озбиљан ударац 4. личком усташком здругу и домобранским формацијама. У борбама су на страни снага НДХ учествовали и медачки четници, који су имали уговор о сарадњи са НДХ.

## Претходне околности
Током операције Вајс I две бригаде Осме кордунашке дивизије одбачене су са Кордуна у област Кулен Вакуфа. Шеста личка дивизија у садејству са деловима Осме успела је да се током фебруара ослободи италијанско-четничког притиска и да пређе у противнапад. У другој половини фебруара у Лапачком пољу ова дивизија опколила је и потукла делове италијанских дивизија Сасари (Sassari), Ре и Бергамо.
Током марта 1943. италијанска Друга армија, услед тешких пораза и губитака у сливу Неретве и Лапачком пољу и промене ситуације на европским ратиштима одлучила је да евакуише своје трупе из делова друге и треће окупационе зоне, и да њима ојача одбрану јадранског приморја. У склопу ових померања, Италијани су повукли свој 5. армијски корпус из већег дела Лике, а своје гарнизоне у Лици предали на управу снагама НДХ. Тиме је отворена могућност за противофанзиву Шесте и Осме дивизије у Лици.

## Сукобљене снаге
Лику су поседале снаге „Заповједништва оперативног подручја Лика“ (ЗАПОЛИ).
- Четврти стајаћи дјелатни (лички) усташки здруг (бригада) на ширем подручју Госпића:
  - 31. усташка бојна (батаљон)
  - 32. усташка бојна
  - 33. припремна усташка бојна
  - 34. усташка бојна
  - 6. припремна усташка бојна
  - 9. новачка бојна усташка бојна
  - 4. горска стајаћа битница (батерија), Опкопарска, Оклопна и Самовозна сат (чета)
- 2. ловачка бојна на подручју Оточца
- 3. личка жељезничка стражарска бојна на потезу Синац - Јанче
- 1. личка жељезничка стражарска бојна у Личком Новом, Брушанима и Башким Оштаријама
- 1. бојна 12. пјешачке пуковније

17. припремна усташка бојна, стационирана у Сењу, није учествовала у борбама.
Четврти усташки здруг претрпео је тешке губитке у Бихаћкој операцији, па су се првих месеци 1943. у његовом саставу нашле две припремне и једна новачка (регрутна) бојна као новоформиране јединице са малим борбеним искуством. Укупно бројно стање износило је око 8.000 бораца у формацијама НДХ. У склопу утврђене области Госпића деловао је и Медачки четнички одред, јачине 200-300 бораца.
У Оточцу и околини, поред снага НДХ, налазиле су се и делови италијанске дивизије „Ре“ (штаб дивизије, приштапски делови, делови 23. артиљеријског пука, као и 1. пешадијски пук), укупне јачине преко 3.300 бораца. Четничке снаге у тој области деловале су у оквиру италијанске Добровољачке антикомунистичке милиције (итал. Milizia Volontaria Anti-Comunista - MVAC), и бројале су око 1.600 бораца.
Офанзивну операцију изводиле су следеће снаге НОВЈ:
- Шеста личка дивизија „Никола Тесла“:
  - Прва личка бригада
  - Друга личка бригада
  - Трећа личка (девета хрватска) бригада
- Осма кордунашка дивизија:
  - Четврта кордунашка бригада
  - Пета кордунашка бригада
  - Петнаеста кордунашка бригада
- Шеста приморско-горанска бригада
- Четрнаеста приморско-горанска бригада
- Лички НОП одред
- Корпусна артиљерија (батерија хаубица, батерија брдских топова и вод минобацача 81 мм)
- Тенковска чета

Банијски и Кордунашки НОП одред били су на својим матичним подручјима и нису учествовали у офанзиви.
Ове снаге бројале су по списку близу 13.000 бораца, међутим велики број бораца био је одсутан, углавном због болести, па се током борби на лицу налазило између 9.000 и 10.000 бораца.

## Борбе јужно од Госпића
Кад је установио повлачење Италијана, штаб Четвртог корпуса одлучио је да пређе у офанзиву. Осму дивизију усмерио је у општем правцу Оточца, а Шесту дивизију према прузи Госпић – Ловинац. Однос снага био је приближно уједначен, али су снаге НОВЈ држале иницијативу у рукама и имале оперативну слободу да бирају циљеве напада и концентришу потребне снаге.
Бригаде Шесте дивизије водиле су од 14. до 19. марта оштре борбе са усташким посадама из Ловинца, Радуча, Светог Рока, усташама и домобранима из Рибника, усташама и четницима из Метка, као и снагама које су покушавале продор из правца Госпића. Општи циљ ових борби био је ликвицација система повезаних утврђених положаја са средиштем у Ловинцу. након успешног продора две усташке бојне из Госпића према Ловинцу, напад је привремено обустављен. У борбама на простору Медак – Ловинац од 10. до 24. марта Шеста дивизија је имала 37 погинулих, 108 рањених и 2 нестала борца. Због неуспеха у овим борбама, штаб Четвртог корпуса НОВЈ сменио је Срећка Манолу са положаја команданта Шесте дивизије и поставио Ђоку Јованића на ту дужност.
Прва бригада, а након 21. марта и Друга, постепено су пребачене у Грачац и сектор Зрмање да би након повлачења Италијана протерали и четнике Динарске дивизије из ових области. Снаге НОВЈ заузеле су Грачац и железничку станицу Плавно, порушивши вијадукт Бендер, док је напад на италијанско-четничку посаду железничке станице Пађене 3–4. априла одбијен. Према извештају Оперативног штаба Зрмањског сектора „четници примењују тактику сличну партизанској“, повлачили са нападнутих тачака, да би се по проласку трупа вратили, или концентрисали и напали на другом месту, понекад уз подршку Италијана.. У борбама до 4. априла Прва личка бригада имала је 30 погинулих и 68 рањених бораца.

## Гацка операција
Почетком априла 1943, штаб корпуса концентрисао је сназа ослобођење Гацке долине. У том подручју још су биле стациониране знатне италијанске снаге, задржане на захтев власти НДХ. Према италијанском извештају, у тој зони 31. марта било је укупно 6.647 војника, од чега око 3.353 Италијана, 1.268 четника, 683 усташе и 983 домобрана, који су припадали италијанској дивизији Ре, 12. домобранском пјешадијском пуку, 3. личкој жељезничко-стражарској бојни и 2. усташкој ловачкој бојни... Средишње утврђење представљао је Оточац, где се налазила команда дивизије Ре са приштапским деловима и јединицама, делови њеног 23. артиљеријског пука, и главнина 1. пешадијског пука Ре, док је један ојачани батаљон тог пука био у Врховинама.
За чишћење Гацке долине штабу корпуса су на располагању стајале комплетна 8. дивизија, и 6. и 14. приморско-горанска ударна бригада. Директивом од 30. марта Штаб корпуса је оријентисао 8. дивизију да очисти од четника Залужницу, Дољане, Шкаре, Главаце и Старо Село. За дејство на простору Синац – Јањче – Прозор 6. приморско-горанску бригаду штаб корпуса ојачао је 3. личком бригадом, која је након прекида напада на област Ловинца била слободна. Трећа бригада имала је задатак да освоји железничке станице Рамљане и Личко Лешће. Истовремено је 6. приморско-горанској бригада требало да заузме Синац. Почетак напада одређен је за 24 часа 1. априла 1943. године.
У нападу је остварено пуно изненађење, што је донело успех већи од планираног. Пошто је брзо решила свој главни задатак, 3. бригада одмах је наставила напад на Јањче, где је такође остварен успех. Шеста приморско-горанска бригада такође је успешно извршила задатак. Тиме је потпуно уништена 3. стражарска личка железничка бојна. Обе бригаде заробиле су укупно 659 непријатељских војника и официра, од чега је Трећа бригада заробила 438.
Током наредних дана Трећа бригада одбила је покушаје усташа да продру из Госпића према Оточцу. Четврта бригада заузела је у борбама 3–4. априла четничко-италијанска упоришта Брлог и усташко упориште Компоље, уз губитке од 20 погинулих и 68 рањених, док су непријатељу нанети губици од 106 мртвих и 108 заробљених. Након ових неуспеха и губитака, Италијани и четници 6. априла напустили су Врховине, Личку Јесеницу, Јаворник и Рудопоље и концентрисали се у Оточац. Штаб корпуса правилно је проценио да су се комбиноване италијанско-усташко-четничке снаге у опкољеном Оточцу (преко 4.000 људи) осећају угроженим, и да ће покушати пробој и извлачење. Зато је на највероватнији правац – према Жутој Локви и даље ка Сењу – поставио Трећу личку бригаду у заседу са леве, а Четврту и 15. бригаду са десне стране овог пута, вршећи осталим снагама демонстративни притисак на Оточац.
У том периоду у бригадама НОВЈ дошло је до ширења епидемије тифуса. Болест је нарочито захватила 5. кордунашку бригаду, која је услед тога најпре извучена у резерву, а 18. априла откомандована у позадину на опоравак.
Пробој из Оточца почео је 9. априла, уз истовремени напад од стране Жуте Локве према Оточцу. Упркос снажним нападима трију бригада, две колоне спојиле су се у току дана у селу Брлог. И наредна три дана вођене су борбе са посадом из Оточца у њиховом покушају која се пробијала ка Жутој Локви. У тим борбама, поред три бригаде, учествовала је и корпусна Тенковска чета, која је у саставу имала 5 италијанских лаких тенкова. Том приликом један тенк је уништен, а један оштећен. Последњи ешелон напустио је Оточац 12. априла, а у град су ушли делови Пете кордунашке бригаде. У овим борбама бригаде НОВЈ имале су губитке од 37 погинулих и 134 рањена борца. Заробљено је 107 усташа, домобрана и Италијана, 101 четник и 46 наоружаних цивила - милиционара. Заплењена су 2 брдска топа 75 мм, 2 тешка минобацача, 15 лаких минобацача, 30 тешких и 15 пушкомитраљеза. У извештајима јединица, губици здружених осовинских снага процењени су (вероватно претерано) на 424 погинула.
Овим је Оточац и цела Гацка долина ослобођена за дуже време. У Оточцу је од априла 1943. до јануара 1944. био смештен Централни комитет КП Хрватске. У град су у јануару 1944. ушли делови 114. ловачке дивизије током операције „Дрежница“.

## Госпићка операција
Постигнутим успесима у Грачацу и Гацкој долини изоловане су снаге „Заповједништва оперативног подручја Лика“ у области Госпића. Једина преостала веза која им је остала слободна, водила је преко Велебита за Карлобаг. Изолованост усташког гарнизона и у новонасталим околностима повољан однос снага, навела је штаб Четвртог корпуса НОВЈ да организује концентричан напад на Госпић и околне отпорне тачке бригадама Шесте и Осме дивизије. У том циљу поново је привучена Прва личка бригада из Далмације.
Северно од Госпића налазило се око 2.000 усташа и домобрана у упориштима Широка Кула, Перушић, Лички Осик и на Будачком мосту. За време Гацке операције, Друга личка бригада је 7/8. априла извела један неуспешан напад на Широку Кулу. По окончању претходне операције, на то подручје пребачена је и Трећа личка. Ове две бригаде ликвидирале су 19/20. априла упориштима Широка Кула, уз губитке од 14 погинулих и 56 рањених.
Трећа личка бригада ликвидирала је Билај и Лички Рибник, и 23. априланапала Медак. Мешовита усташко-домобранско-четничка посада већим делом се успела пробити преко Алана према Обровцу.
Истог дана, 23. априла, 31. и 32. усташка бојна су услед притиска и опасности евакуисале Перушић и Лички Осик и пробиле се Госпић. У току 22. и 23. априла јединице 2. и 3. личке бригаде заробиле су 167 домобрана, 62 усташе и 50 четника. Тиме је простор усташке утврђене зоне Госпић знатно смањен. Штаб корпуса издао је 24. априла 1943. припремну заповест за напад на Госпић. Напад је требало да изведу 5 расположивих бригада Шесте и Осме дивизије. Шеста дивизија имала је да нападне Госпић са јужне стране, а Осма са северне. Заузимањем Госпића била би ослобођена целокупна територија Лике.
У међувремену команду над утврђеном зоном Госпића 6. априла од усташког пуковника Вјекослава Сервација преузео је усташки пуковник Томислав Сертић. Према процени штаба Четвртог корпуса НОВЈ, посада Госпића бројала је око 4-5.000 људи, док сатник Јосип Хибл у свом дневнику наводи процену по којој је, након губитака и осипања, у Госпићу остало око 1.400 усташа. Тактичку подршку пружало им је ваздухопловство НДХ.
У свом наступању Шеста дивизија 28. априла напала је и заузела утврђене усташке положаје у Такалицама, Башким Оштаријама, Брушанима и Ризвануши. Сви положаји су заузети уз тешке усташке губитке. Међутим, у току дана, интервенцијом из Госпића, усташе су успеле да поврате Башке Оштарије. У овим борбама заробљено је 209 усташа и домобрана, међу којима и један бојник (мајор), док су бригаде Шесте дивизије имале 14 погинулих, два нестала и 40 рањених. Након поновног заузимања Башких Оштарија, дивизија је 29. априла напала положаје у Личком Новом и Подоштри, 4 километра јужно од Госпића. Након дводневних напада и противнапада, усташка посада је потиснута, и дивизија се нашла на јужним прилазима Госпићу.
У истом периоду Осма дивизија наступала је потискујући усташе преко реке Лике, Будака и Смиљанског поља. У први сумрак 29. априла 15. бригада извршила је напад у правцу аеродрома на сам град Госпић, према гимназији и Будачкој улици. Услед огорченог отпора није остварила успех па се у зору извукла из града, али је остала у борбеном контакту са усташама, трпећи нападе авијације.
Штаб корпуса 30. априла издао је заповест за општи напад на Госпић. Град је био снажно утврђен узастопним уређеним положајима са бетонским бункерима, минским пољима и препрекама од бодљикаве жице. Према заповести за напад, Шеста дивизија требало је да наступа вршити с правца Смиљанске цесте према центру града и од правца Карлобага. Ради ефикаснијег напада дивизија је ојачана са 7 брдских топова, 4 минобацача, једним ПТ-топом и 2 лака тенка. Јединице 8. кордунашке дивизије имале су задатак да нападају непријателјева упоришта која воде од села Будака према центру Госпића, а са другом бригадом да блокира железничку станицу Госпић и наступа према Билајској улици. Осма дивизија ојачана је једном хаубицом 105 мм, 2 пољска топа 75 мм, 3 минобацача и 2 лака тенка.
Напад је почео 1. маја у сумрак. Напад је међутим од почетка био неједновремен, неорганизован и без довољног међусобног садејства, тако да бригаде НОВЈ нису успеле да продру кроз снажно утврђену фанатичну усташку одбрану. Након сређивања јединица, напад је поновљен 2. маја у 19 часова, и трајао је током целе ноћи. Пошто, упркос залагању, није постигнут успех, штаб корпуса дошао је до уверења да су слабе шансе да се савлада чврста и добро организована усташка одбрана, те је стога, као и услед великог замора и слабог здравственог стања бораца, 3. маја донео одлуку о обустављању напада.
Према подацима НОВЈ, у самој борби за Госпић јединице НОВЈ имале су 30 мртвих и 137 рањених бораца и старешина (8 мртвих и 31 рањен из 8. дивизије и 22 мртва и 106 рањених из 6. дивизије). Током напада уништен је још један тенк Тенковске чете.
Након одустајања од напада на Госпић, Осма дивизија враћена је на Кордун, док је Шеста остала у Лици на блокади Госпића.
Госпић је остао одсечен од других осовинских посада током целог маја, и његова посада снабдевана је ваздушним путем. Блокада је пробијана у борбама 30/31. маја, када је за ту сврху формирани Привремени Пашки усташки здруг нападом из Карлобага потиснуо делове Шесте дивизије и спојио се са усташком посадом у Госпићу.

## Учешће четника на страни НДХ
Први споразум о сарадњи четника са снагама НДХ на подручју Лике склопљен је 17. октобра 1942. у Оточцу склопили споразум о заједничкој борби против партизана. У Госпићу је 6. марта 1943. дошло до састанка заповедника ЗАПОЛИ-а, усташког пуковника Вјекослава Сервација, заповедника 2. оружничке пуковније, пуковника Драгутина Машека и великог жупана Ферде Стилиновића са групом четничких официра коју су чинили капетан Дабовић, капетан Миодраг Капетановић, Никола Омчикус, Владимир Теслић, и други. Они су у име Медачког четничког одреда потписали обавезу да сарађују са војним властима НДХ у заштити свога подручја од партизана, изјавивши да „признају врховништво (суверенитет)" НДХ. По склопљеном споразуму четници су могли задржати оружје и слободно се кретати по своме подручју, а од НДХ се обавезала да ће за услуге добивати муницију и новчану накнаду када одред суделује као целина у борби против партизана.
О заједничким борбама говоре како четнички, тако и усташки извори. Капетан прве класе Душан Јовановић у свом извештају Михаиловићу наводи више примера. Капетан прве класе Душан Јовановић у истом извештају Михаиловићу пише следеће:
| „                 | Јануара месеца т. г. приликом премештаја из Лике за Динарску област, обишао сам своју фамилију која ми живи у Дубровнику и видео сам, да ми деца имају тежак живот и да су скоро без икаквих других средстава, сем што примају за издати локал 3.000 куна месечно. Кућа је потпуно опљачкана од усташа, а таста, код чије се куће сада налазе моја деца, убиле су усташе још 1941. г. тако, да је 'кућа са 8 чланова остала без и једне мушке главе. Истом овом приликом осведочио сам се, да ми усташе: Ројниоа, Каштелани, Милиновић и још неки други муслимани прете деци и кући су писали претећа писма, да ће ми децу поклати. О овоме сам известио Војводу Јевђевића и писао сам рапорт команданту Динарске области, да ми се деца заштите и по могућству помогну, пошто им прети опасност. | ” |
| — Душан Јовановић | |   |

О односима сарадње говори и писмо Душана Ђаковића, командант 4. бригаде у саставу Личко-кордунашке области 503. корпуса ЈВуО адвоката Влади Теслићу, четничком представнику код усташко-домобранских јединица у Госпићу.. Сарадњу је потврдио усташки пуковник Вјекослав Серваци (Servatzy) у изјави истражним органима у Загребу. Сатник (капетан) Јосип Хибл у свом дневнику из 1943. наводи:
Медак - сијело лојалних четника, врло добро утврђен. Око села ровови, бункери и жица. Као посаду чини 200 четника, они дају посаду и на доминантном бриегу „Мала Богуница“. У селу се налази и једна сатнија домобрана и 1 сатнија усташа. Још увијек влада неповјерење, али то хоће изгладити вођа четника Теслић. Изгледа, да ће успјети. Они су (четници) немилосрдни према својим суплемењацима који сурађују с партизанима. Ми смо према њима врло тактични, али и врло опрезни.
Он такође одаје признање четницима за упорност у борби:
С Медком говоримо само на круговал. Јављају нам напад за нападом. Зракоплови носе муницију. Четници и домобрани се добро држе.